# Itoshima
Itoshima (japanska: 糸島市?, Itoshima-shi) är en stad i Fukuoka prefektur i Japan. Staden bildades 2010 genom en sammanslagning av staden Maebaru och kommunerna Shima och Nijō. 